# Dōjima
Dōjima (堂島) és un barri del districte urbà de Kita, a la ciutat d'Osaka, capital de la prefectura homònima, a la regió de Kansai, Japó. Juntament amb Umeda, Dōjima és un dels barris empresarials i comercials de referència d'Osaka, amb nombroses seus d'empreses nacionals i internacionals.

## Geografia
El barri de Dôjima està situat al sud-oest del districte de Kita, al nord-est de la ciutat d'Osaka. El barri limita amb els Dōjima-Hama al sud, amb Sonezaki-shinchi i Umeda al nord, amb Nishi-Tenma a l'est i amb Fukushima, pertanyent al districte homònim a l'oest.

### Sub-barris
El barri compta amb tres sub-barris:
- Dōjima 1 chōme (堂島一丁目)
- Dōjima 2 chōme (堂島二丁目)
- Dōjima 3 chōme (堂島三丁目)

## Història
Ja des de temps antics, Dôjima era un important centre econòmic regional i nacional. Durant el període Tokugawa i fins a poc abans de la Segona Guerra Mundial va tindre lloc al barri el mercat de l'arròs de Dôjima, creada inicialment per tal de regular el comerç d'arròs al mjoreig i que, amb el temps, va esdevindré l'embrió de l'actual borsa d'Osaka.

## Demografia
| 1920 | 1930 | 1940 | 1950 | 1960 | 1970 | 1980 |
| ---- | ---- | ---- | ---- | ---- | ---- | ---- |
| ND   | ND   | ND   | ND   | ND   | ND   | ND   |
| 1990 | 2000 | 2010 | 2020 | 2030 | 2040 | 2050 |
| ND   | 179  | 160  | 539  | -    | -    | -    |

## Transport

### Ferrocarril
Al barri no hi ha cap estació de ferrocarril, però degut al reduït espai de la zona i la seua proximitat a altres importants barris com ara Umeda, la zona està ben servida pel transport públic ferroviari.